# İsmayıllı
İsmayıllı è una città dell'Azerbaigian, capoluogo dell'omonimo distretto.